# Rudolf Egger (Pädagoge)
Rudolf Egger (* 1959 in Deutschfeistritz) ist ein österreichischer Pädagoge und Hochschullehrer.

## Wissenschaftlicher Werdegang
Zwischen 1979 und 1985 studierte Egger Pädagogik, Soziologie und Betriebswirtschaftslehre an der Karl-Franzens-Universität Graz und arbeitete danach für ein Jahr an der Volkshochschule Graz und dem Institut für Erziehungswissenschaften der Karl-Franzens Universität. 1986 wurde er Vertragsassistent am Institut für Erziehungswissenschaften der Karl-Franzens-Universität. Er wurde 1987 zum Dr. phil. promoviert.
Ab 1989 hatte er einen Forschungs- und Lehraufenthalt an der FU Berlin. Auf seine Habilitation für das Fach Pädagogik 1996 folgte noch im selben Jahr eine 1996 Gastprofessur an der Universität Stockholm. 2002 war er Visiting Professor an der Universität Pristina. Ein Jahr später bekam er eine Professur für Weiterbildung an der Universität Mainz, die er jedoch aus familiären Gründen nicht annahm.
Seit 2010 ist Egger Professor für Lebenslanges Lernen – Lebensbegleitende Bildung an der Karl-Franzens-Universität Graz und Leiter des Arbeitsbereiches für Angewandte Lernweltforschung.

## Publikationen
- mit Karina Fernandez: Grundversorgung Bildung. Über die Gefährdung sozialer Kohäsion durch die Ausdünnung der Weiterbildungsstruktur. (= Lernweltforschung, Band 11). Springer VS, Wiesbaden 2014, ISBN 978-3-531-19460-8.
- mit Elke Gruber: Anspruch, Einspruch, Widerspruch. Durch lebenslanges Lernen auf dem Weg in eine offene Gesellschaft. Festschrift für Werner Lenz. Band 4, Lit, Berlin/Münster 2012, ISBN 978-3-643-50398-5.
- Lebenslanges Lernen in der Universität. Wie funktioniert gute Hochschullehre und wie lernen Hochschullehrende ihren Beruf? Springer VS, Wiesbaden 2012, ISBN 978-3-531-17845-5.
- mit Marianne Merkt: Lernwelt Universität. Entwicklung von Lehrkompetenz in der Hochschullehre. Springer VS, Wiesbaden 2012, ISBN 978-3-531-17846-2.